# Publi Antisti
Publi Antisti (llatí: Publius Antistius) va ser tribú de la plebs el 88 aC, i en el seu període es va oposar a Gai Cèsar Estrabó que era candidat al consolat sense haver estat abans pretor. Ciceró l'orador parla amb considerable elogi sobre la seva eloqüència.
La seva filla Antístia va ser la primera esposa de Pompeu el Gran després de ser repudiada per un primer marit. A causa d'aquest matrimoni, Publi Antisti va donar suport al partit de Sul·la. Va ser assassinat al senat per ordre de Gai Mari el Jove el 82 aC per haver recolzat Sul·la. La seva dona Calpúrnia, en saber la seva mort, es va suïcidar.